# Picchiarello (periodico)
Picchiarello è stata una rivista a fumetti edita in Italia dal 1956 al 1980 dalle Edizioni Alpe.

## Storia editoriale
La serie esordì nel 1957 e nel tempo subì variazioni di formato e foliazione. Conteneva l'edizione tradotta delle storie a fumetti dell'omonimo personaggio pubblicate negli Stati Uniti d'America e realizzate da autori come John Carey e Lynn Karp, Del Connell, Carl Fallberg, Lloyd White, Dick Hall, John Carey, Frank McSavage, Bill Weaver, Lynn Karp, Paul Murry, Phil DeLara, Jack Manning e Joe Messerli; erano inoltre presenti serie a fumetti umoristiche di produzione italiana come Stan e Bull di Mik Seccia, Pak e Gir di Giuseppe Perego, Ulisse di Ernesto Piccardo e Trik e Trak di Franco Aloisi e altre singole di storie libere di Giulio Chierchini, Antonio Terenghi, Luciano Capitanio, Leone Cimpellin e altri; erano inoltre altre serie ispirate ai cartoni animati di Lantz come Andy Panda and Charlie Chicken, Oswald the Rabbit, Homer Pigeon e Chilly Willy.